# Porphyrochroa epandrialis
Porphyrochroa epandrialis är en tvåvingeart som beskrevs av Mendonca, Rafael och Ale-rocha 2008. Porphyrochroa epandrialis ingår i släktet Porphyrochroa och familjen dansflugor. Inga underarter finns listade i Catalogue of Life.